# Dražovice (Vyškovi járás)
Dražovice település Csehországban, Vyškovi járásban. Dražovice Rousínov, Němčany, Lysovice, Letonice, Komořany és Podbřežice településekkel határos. Lakosainak száma 951 fő (2024. január 1.).

## Népesség
A település lakosságának változását az alábbi diagram mutatja:
| Lakosok száma | 505  | 568  | 681  | 772  | 810  | 826  | 922  | 933  | 953  | 951  |
|               | 1869 | 1890 | 1921 | 1950 | 1980 | 2001 | 2017 | 2019 | 2022 | 2024 |